# کاتاکورا شیگه‌ناگا
کاتاکورا شیگه‌ناگا (به ژاپنی: 片倉 重長 Katakura Shigenaga); ۱۶ مهٔ ۱۵۸۵ – ۱۶ مهٔ ۱۶۵۹) پسر کاتاکورا کاگه‌تسونا سامورایی در دوره آزوچی-مومویاما اهل ژاپن بود. پس از محاصره اوساکا وی با دختر سانادا یوکیمورا و چیکورین-این ازدواج کرد.